# Led Zeppelin (box set)
1990. szeptember 7-én jelent meg a Led Zeppelin című 4 CD-s box set, ami a Led Zeppelin legnépszerűbb dalait tartalmazza digitálisan felújítva.

## Az album dalai

### 1. lemez
1. "Whole Lotta Love"
2. "Heartbreaker"
3. "Communication Breakdown"
4. "Babe I'm Gonna Leave You"
5. "What is and What Should Never Be"
6. "Thank You"
7. "I Can't Quit You Baby"
8. "Dazed and Confused"
9. "Your Time is Gonna Come"
10. "Ramble On"
11. "Traveling Riverside Blues" (korábban nem jelent meg)
12. "Friends"
13. "Celebration Day"
14. "Hey Hey What Can I Do" (korábban csak kislemezen jelent meg)
15. "White Summer/Black Mountain Side" (korábban nem jelent meg)

### 2. lemez
1. "Black Dog"
2. "Over the Hills and Far Away"
3. "Immigrant Song"
4. "The Battle of Evermore"
5. "Bron-Y-Aur Stomp"
6. "Tangerine"
7. "Going to California"
8. "Since I've Been Loving You"
9. "D'yer Mak'er"
10. "Gallows Pole"
11. "Custard Pie"
12. "Misty Mountain Hop"
13. "Rock and Roll"
14. "The Rain Song"
15. "Stairway to Heaven"

### 3. lemez
1. "Kashmir"
2. "Trampled Under Foot"
3. "For Your Life"
4. "No Quarter"
5. "Dancing Days"
6. "When the Levee Breaks"
7. "Achilles Last Stand"
8. "The Song Remains the Same"
9. "Ten Years Gone"
10. "In My Time of Dying"

### 4. lemez
1. "In the Evening"
2. "Candy Store Rock"
3. "The Ocean"
4. "Ozone Baby"
5. "Houses of the Holy"
6. "Wearing and Tearing"
7. "Poor Tom"
8. "Nobody’s Fault But Mine"
9. "Fool in the Rain"
10. "In the Light"
11. "The Wanton Song"
12. "Moby Dick"/"Bonzo's Montreux" (ebben a formában korábban nem jelent meg)
13. "I'm Gonna Crawl"
14. "All My Love"

### A dalok az eredeti albumokon
- Led Zeppelin:

1. CD/3-4., 7-9., 15. ("Black Mountain Side")
- Led Zeppelin II:

1. CD/1-2., 5-6., 10.
4. CD/12. ("Moby Dick")
- Led Zeppelin III:

1. CD/12-13.
2. CD/3., 5-6., 8., 10.
- Led Zeppelin IV:

2. CD/1., 4., 7., 12-13., 15.
3. CD/6.
- Houses of the Holy:

2. CD/2., 9., 14.
3. CD/4-5., 8.
4. CD/3.
- Physical Graffiti:

2. CD/11.
3. CD/1-2., 9-10.
4. CD/5., 10-11.
- Presence:

3. CD/3., 7.
4. CD/2., 8.
- In Through the Out Door:

4. CD/1., 9., 13-14.
- Coda:

4. CD/4., 6-7., 12. ("Bonzo's Montreux")

## Közreműködők
Lásd az eredeti albumoknál.